# Lambaréné
Lambaréné (landesübliche französische Schreibweise; im Deutschen meist Lambarene) ist der Hauptort der Provinz Moyen-Ogooué in Gabun. Der Name entstammt der Sprache der Galoa, einer Ethnie Gabuns, und bedeutet „Wir wollen es versuchen“. Die im Jahr 2013 etwa 39.000 Einwohner zählende Stadt liegt nur wenige Kilometer südlich des Äquators inmitten des zentralafrikanischen Regenwaldes am Fluss Ogooué. Lambaréné ist auch das wirtschaftliche Zentrum der Provinz Moyen-Ogooué. Der Hauptwirtschaftszweig ist die Fischerei. Ein neuer Hafen befindet sich im Aufbau.
Heute leben in Lambaréné verschiedene Bantu-Gruppen (Fang, Bapounou, Eshira, Myéné und andere), die die ursprünglich ansässigen Pygmäen in den Osten und Norden Gabuns verdrängt haben.

Luftbild von Lambaréné

## Stadtteile
Der Ogooué spaltet sich in Lambaréné in zwei Flussarme auf, wodurch die Stadt in drei Bereiche geteilt wird: Rive Gauche („linkes Ufer“), Rive Droite („rechtes Ufer“) und Île Lambaréné (Lambarénéinsel).
Auf der Rive Gauche ist das Cartier Isaac gelegen. Dort befindet sich auch der Flughafen, der aufgrund der guten Straßenverbindung mit Libreville (im Norden) und Fougamou bzw. Mouila (im Süden) sowie der Wasserverbindung mit Port-Gentil (im Westen) kaum mehr benutzt wird. Stadtteile auf der Rive Droite sind Adouma und Abongo. Die Stadtteile Atongowanga, Sahoty, Dakar, Grand Village, Château, Lalala und Bordamur befinden sich auf Lambarénéinsel.

## Klima
Die Durchschnittstemperatur beträgt 27 °C. Die Regenzeit wird durch eine Trockenzeit von Juli bis September unterbrochen.
|                       | Jan  | Feb  | Mär  | Apr  | Mai  | Jun  | Jul  | Aug  | Sep  | Okt  | Nov  | Dez  |   |      |
| Mittl. Tagesmax. (°C) | 30,4 | 31,1 | 31,6 | 31,9 | 30,3 | 28,0 | 26,7 | 27,7 | 29,2 | 30,2 | 30,1 | 29,8 | ⌀ | 29,7 |
| Mittl. Tagesmin. (°C) | 22,8 | 22,6 | 22,8 | 23,1 | 22,7 | 21,2 | 19,4 | 19,9 | 21,4 | 22,1 | 22,2 | 22,7 | ⌀ | 21,9 |
|                       |      |      |      |      |      |      |      |      |      |      |      |      |   |      |
| Niederschlag (mm)     | 174  | 142  | 255  | 236  | 179  | 13   | 2    | 6    | 67   | 344  | 356  | 182  | Σ | 1956 |
|                       |      |      |      |      |      |      |      |      |      |      |      |      |   |      |
| Sonnenstunden (h/d)   | 4,4  | 5,0  | 4,6  | 4,8  | 4,1  | 2,1  | 2,0  | 1,8  | 1,8  | 3,0  | 3,8  | 3,6  | ⌀ | 3,4  |
|                       |      |      |      |      |      |      |      |      |      |      |      |      |   |      |
| Regentage (d)         | 11   | 9    | 13   | 13   | 11   | 1    | 0    | 3    | 7    | 19   | 18   | 12   | Σ | 117  |
|                       |      |      |      |      |      |      |      |      |      |      |      |      |   |      |
| Luftfeuchtigkeit (%)  | 85   | 84   | 83   | 84   | 86   | 87   | 87   | 84   | 81   | 83   | 85   | 87   | ⌀ | 84,7 |

| 22,8 |

| 22,6 |

| 22,8 |

| 23,1 |

| 22,7 |

| 21,2 |

| 19,4 |

| 19,9 |

| 21,4 |

| 22,1 |

| 22,2 |

| 22,7 |

| 22,8 |

| 22,6 |

| 22,8 |

| 23,1 |

| 22,7 |

| 21,2 |

| 19,4 |

| 19,9 |

| 21,4 |

| 22,1 |

| 22,2 |

| 22,7 |

## Albert-Schweitzer-Spital

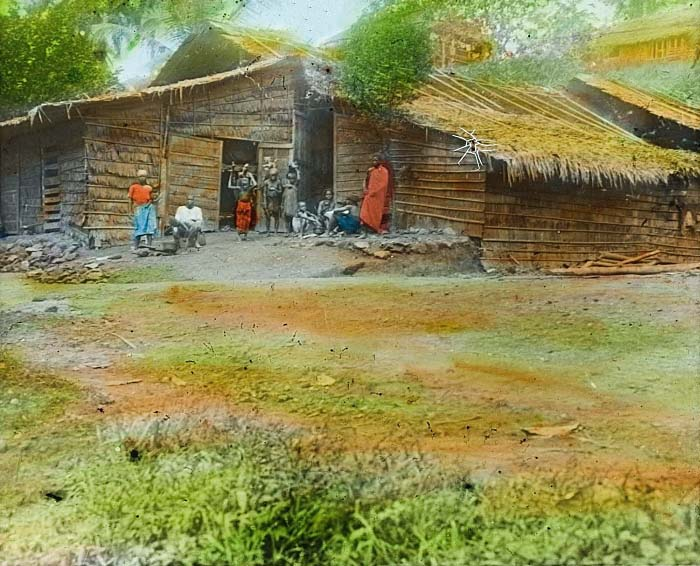
Historische Aufnahme des im Jahr 1913 gegründeten ersten „Urwaldspitals“

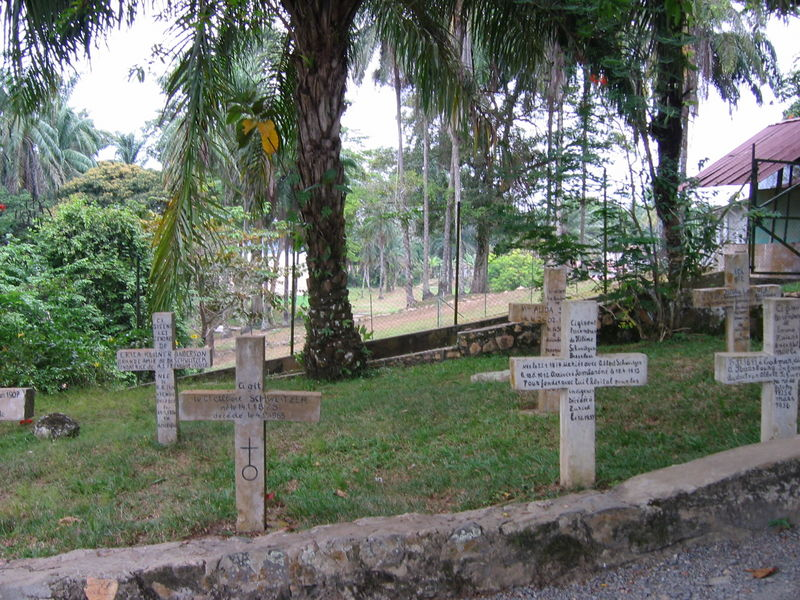
Friedhof, vorne links Albert Schweitzers Grab (2006)

Der spätere Friedensnobelpreisträger Albert Schweitzer gründete 1913 in Lambaréné im damaligen Französisch-Äquatorialafrika sein berühmtes „Urwaldspital“. Nach einigen Jahren in Europa kehrte er 1924 zurück und baute das Spital wieder auf. 1925 beschloss er, eine neue Krankenstation mit stabileren Gebäuden zu errichten. 1927 wurde das Spital drei Kilometer flussaufwärts an den neuen Standort verlegt und seither mehrmals renoviert. In den 1950er Jahren kam ein Dorf für Leprakranke hinzu. 1981 wurde ein Neubau eingeweiht.
Heute beherbergt das Albert-Schweitzer-Spital die Abteilungen für Innere Medizin, Chirurgie, Pädiatrie (Kinder- und Jugendmedizin), eine Geburtsklinik, eine Zahnklinik und seit 1981 ein Forschungslabor, das sich vorwiegend auf die Erforschung der Malaria tropica und deren Behandlung konzentriert und an den Studien zum Mittel RTS,S beteiligt war. Für das Jahr 2017 wies die Statistik der privaten Klinik 5.172 stationär und 23.888 ambulant behandelte Patienten aus.

## Bildergalerie

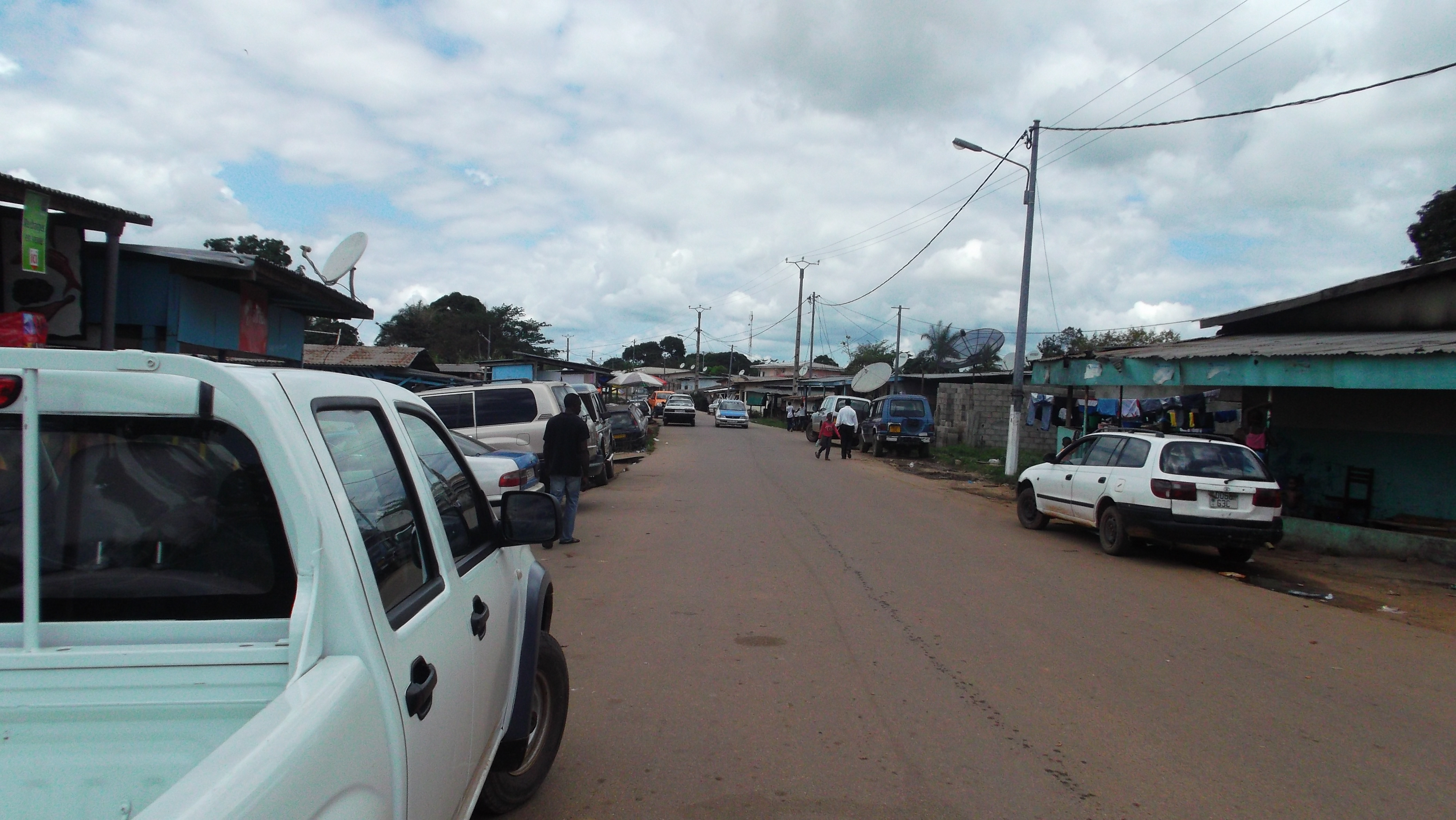
Straße in Lambaréné (2013)
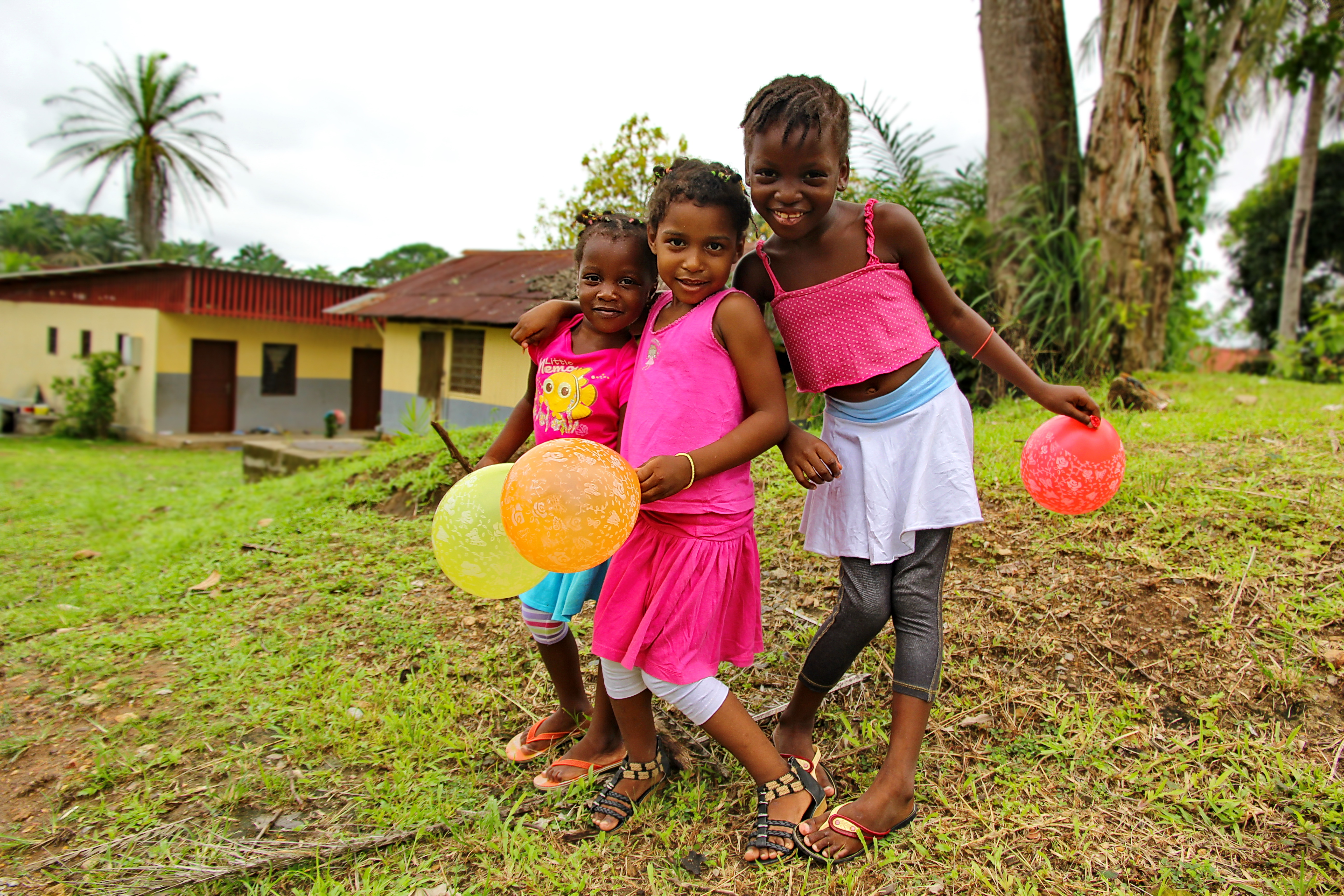
Kinder in Lambaréné (2014)
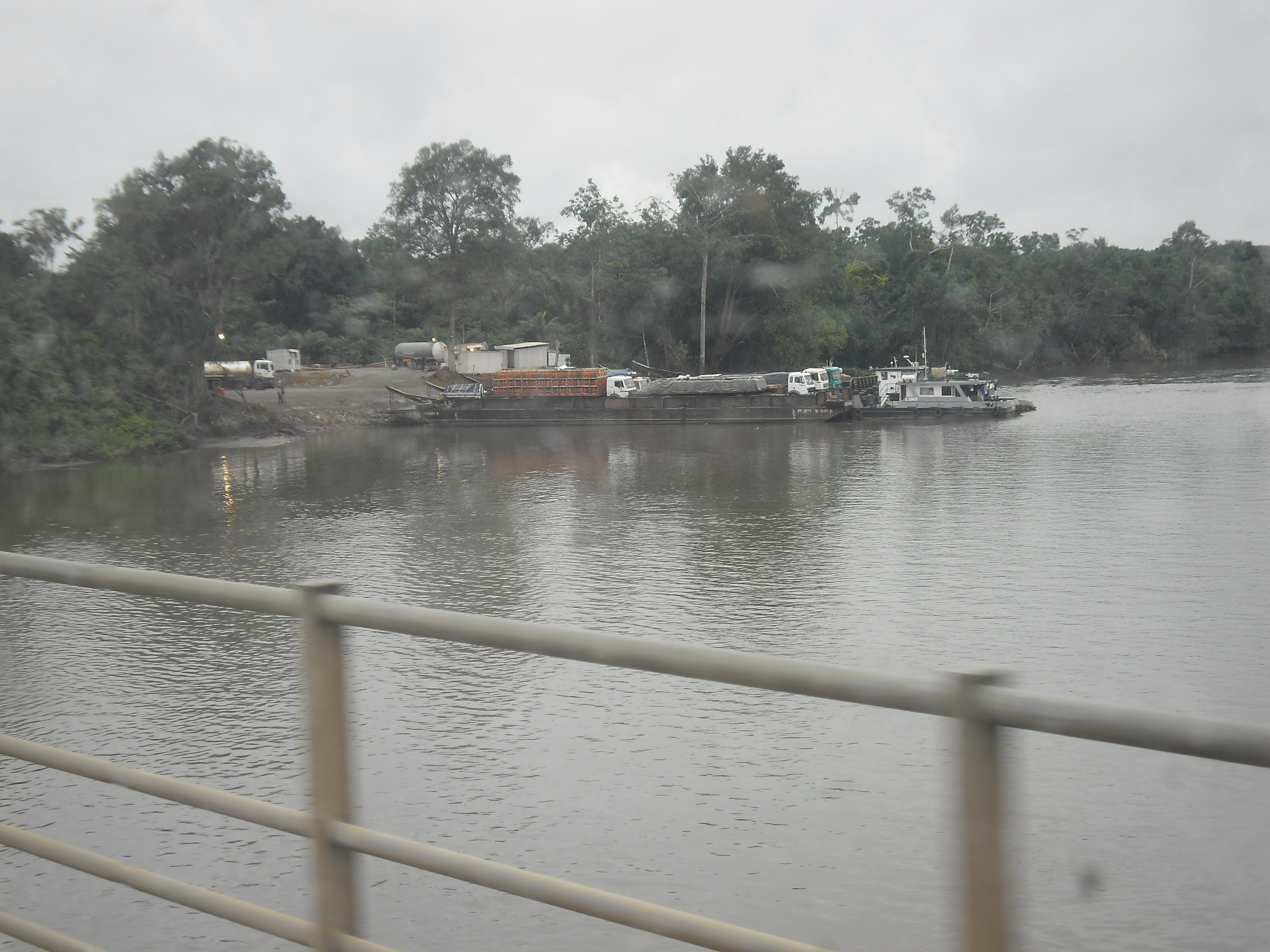
Fähre nahe der Brücke Pont Isaac (2015)
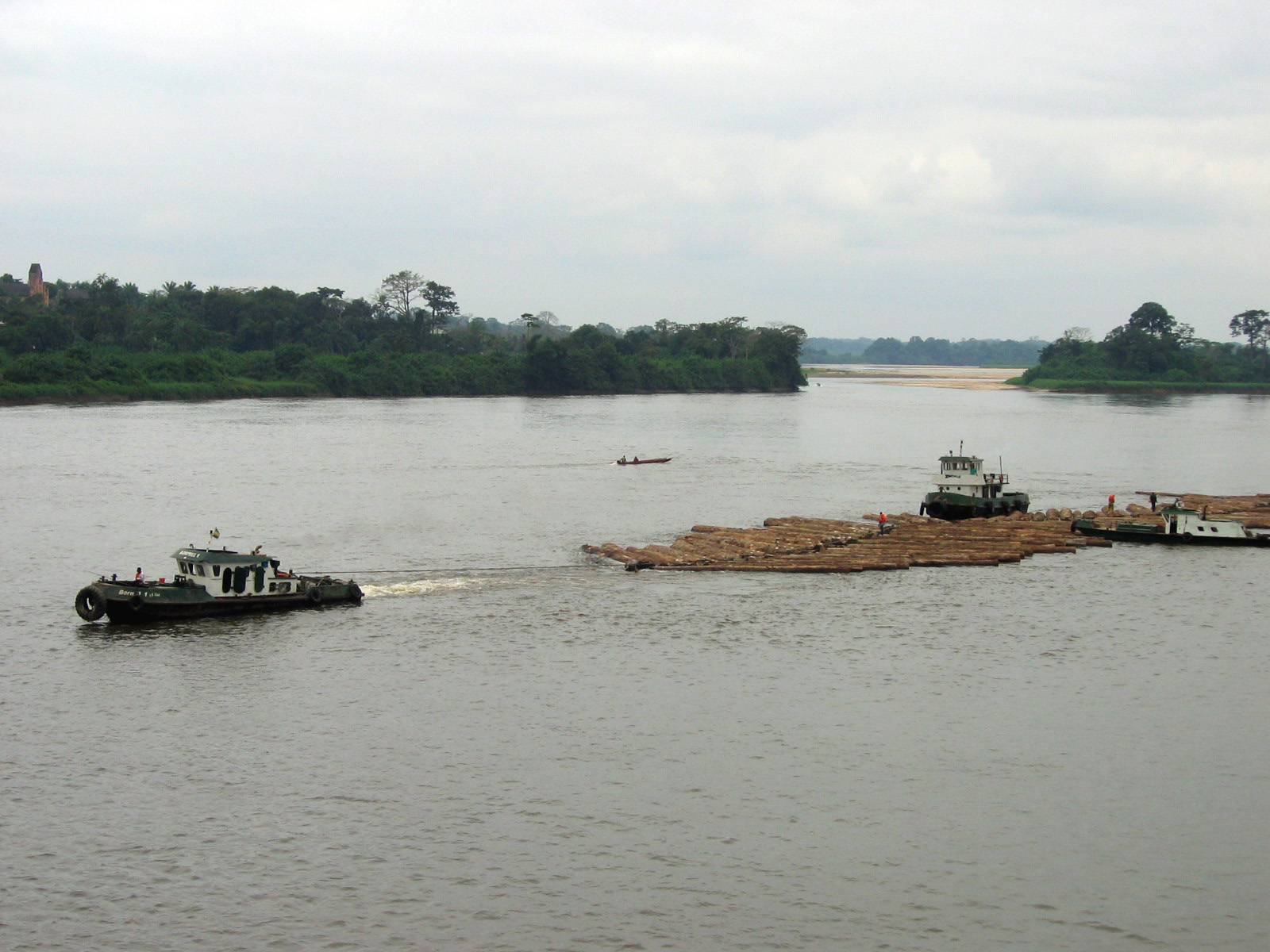
Holztransport auf dem Ogooué in Lambaréné (2006)

## Persönlichkeiten
- Paul Gondjout (1912–1990), Politiker